# Площадь Академика Келдыша
Площадь Академика Ке́лдыша — площадь в Юго-Западном административном округе города Москвы на территории районов Коньково, Черёмушки и Обручевского района. Площадь расположена на пересечении Профсоюзной улицы и улицы Обручева.

## Происхождение названия
Названа 28 ноября 1978 года в честь математика и механика М. В. Келдыша (1911—1978), руководителя ряда космических программ, президента АН СССР.
Мемориальная доска установлена на здании Института космических исследований РАН.

## Здания и сооружения
- ДК «Меридиан»
- ТЦ «Калужский»

## Транспорт

### Автобус
1, 196, 224, 226, 246, 404, 642, 699, 816, 915, 938, 961, е12, м84, с163, с923, с954, т72.

### Метро
- Станция метро «Калужская»
- Станция метро «Воронцовская»